# Prisonniers du temps (roman)
Cet article concerne le roman de Michael Crichton. Pour le film de Richard Donner adapté du livre, voir Prisonniers du temps.
Prisonniers du temps (titre original : Timeline) est un roman de science-fiction de Michael Crichton, publié en 1999, adapté au cinéma par Richard Donner en 2003.

## Résumé
La majeure partie de l'histoire se passe en Dordogne au XIVe siècle pendant la Guerre de Cent Ans.
Dans ce roman, le voyage dans le temps apparaît sous la forme d'une transmission des informations d'un univers à un autre rendue possible par l'utilisation  d'un ordinateur quantique.
Dans le nord de l'Arizona, un couple traversant le désert rencontre un homme âgé. Ils l'emmènent dans un hôpital de Gallup, au Nouveau-Mexique. Le personnel hospitalier apprend qu'il travaille pour la société ITC. Après sa mort subite, une IRM révèle qu'il présentait des anomalies inexplicables dans ses vaisseaux sanguins.
Dans la région de la Dordogne, dans le sud-ouest de la France, le professeur Edward Johnston dirige un groupe d'archéologues et d'historiens qui étudient un site comprenant les villes de Castelgard et La Roque du XIVe siècle. Troublé par la connaissance détaillée du site montrée par leur fournisseur de fonds ITC, Johnston se rend au Nouveau-Mexique pour enquêter. Pendant son absence, les chercheurs font des découvertes inquiétantes dans les ruines, notamment un verre de lunette de Johnston et un message écrit de sa part qui date de plus de 600 ans. Quatre chercheurs – les étudiants diplômés Chris Hughes et Kate Erickson, le professeur adjoint André Marek et le spécialiste en technologie David Stern – sont transportés par avion au siège de recherche de l'ITC à Black Rock, au Nouveau-Mexique.
Pendant le vol, le vice-président de l'ITC, John Gordon, les informe que Johnston a voyagé jusqu'en 1357 en utilisant leur technologie quantique non divulguée. Après avoir visité les installations et rencontré le président de l'ITC, Robert Doniger, les historiens décident de s'aventurer dans le passé pour sauver le professeur. Stern choisit de rester sur place car la période est extrêmement dangereuse.
Une équipe composée de Chris, Kate, Marek et deux gardes de l'ITC se rend en 1357. Peu de temps après leur arrivée, ils sont attaqués par des chevaliers poursuivant un garçon. Les gardes de l'ITC sont tués et l'un d'eux active une grenade avant d'être mortellement blessé ; son retour provoque de graves dommages à l'aire de transit actuelle par l'explosion. Stern et les employés d'ITC s'efforcent de le réparer afin que l'équipe puisse rentrer.
Kate et Marek trouvent Johnston dans un monastère, mais il est capturé par les soldats de Lord Oliver de Vannes, un chevalier anglais et seigneur résident de Castelgard, convaincu que Johnston connaît le passage secret menant au château par ailleurs imprenable de La Roque, qu'Oliver contrôle. Le commandant français Arnaut de Cervole, ennemi d'Oliver, envisage d'attaquer son domaine, Oliver veut connaître le passage secret pour le défendre.
Séparé des autres, Chris suit le garçon et s'identifie par inadvertance comme un noble. Le "garçon" conduit Chris au château de Castelgard et se révèle être Lady Claire d'Eltham déguisée. Elle subit des pressions pour épouser Sir Guy de Malegant. Chris et Marek (qui a entretemps retrouvé Chris) sont défiés à une joute par Guy : la noblesse apparente de Chris et le fait qu'il accompagne Lady Claire ont fait de lui l'ennemi de Guy. Les deux survivent au défi grâce aux connaissances de Marek en matière de combat médiéval.
Oliver ordonne l'emprisonnement des historiens. Ils s'échappent de Castelgard et sont poursuivis par Sir Robert de Kere, le conseiller d'Oliver. Pendant ce temps, Oliver déménage à La Roque, emmenant Johnston avec lui. Pour le sauver, les historiens recherchent des indices sur l'emplacement du passage secret vers La Roque. Après avoir recueilli des informations au monastère, ils trouvent un indice dans un moulin à eau, mais sont capturés et interrogés par Arnaut. Après avoir échappé aux forces d'Arnaut, Chris et Kate trouvent l'entrée du passage dans une chapelle décrépite tandis que Marek entre dans La Roque en se faisant passer pour l'assistant de Johnston. Marek apprend que le professeur aide Oliver à construire une arme incendiaire à utiliser contre les forces d'Arnaut, croyant qu'Oliver perdra le siège de toute façon, comme il l'a fait historiquement.
Les historiens ont appris qu'une autre personne du présent aide les forces d'Oliver. La personne s'avère être de Kere, en réalité Rob Deckard, un employé d'ITC rendu fou à cause d'erreurs lors du processus de téléportation dans le temps, accumulées dans son corps au cours de plusieurs voyages, un peu comme l'homme âgé que le couple a trouvé en Arizona. Deckard envisage d'empêcher le retour des historiens au présent et de les tuer.
Chris et Kate empruntent le passage pour entrer dans La Roque. Arnaut commence le siège de La Roque, puis entre dans le château en empruntant apparemment le passage. Pendant la bataille, Kate poursuivie par Guy le fait tomber causant sa mort. Marek et Chris libèrent Johnston d'un donjon. Arnaut se bat avec Oliver, ce qui fait qu'Oliver se retrouve piégé dans une fosse d'eau putride. Alors que les historiens s'enfuient, Chris attaqué par Deckard, le tue grâce à l'arme incendiaire de Johnston.
Stern et les employés de l'ITC réparent l'aire de transit juste à temps pour le retour des historiens. Marek, qui a toujours voulu vivre au Moyen Âge, décide de rester derrière, tandis que Chris, Kate et Johnston reviennent au présent.
Les historiens et Gordon affrontent Doniger qui, peu soucieux de la sécurité des voyageurs, a l'intention d'exploiter la technologie quantique à des fins commerciales. Gordon le rend inconscient et l'envoie en Europe en 1348, en pleine Peste Noire.
Dans un épilogue, Chris et Kate sont en couple et Kate est enceinte. En examinant un site en Angleterre, les chercheurs découvrent les tombes de Marek et de Lady Claire, qu'il a épousée. Ils ont des sentiments doux-amers sachant que Marek a eu une vie heureuse, mais leur manque aussi.

## Adaptations
- 2000: Timeline, jeu d'action-aventure sur PC, édité par Eidos Interactive.
- 2003 : Prisonniers du temps, film américain réalisé par Richard Donner, adaptation du roman du même nom, avec Paul Walker, Frances O'Connor et Gerard Butler. Le film est sorti en France le 21 avril 2004.